# Oleg Kononenko
Pour les articles homonymes, voir Kononenko.
Oleg Dmitrievitch Kononenko (en russe : Олег Дмитриевич Кононенко ; en turkmène : Oleg Dmitriýewiç Kononenko) est un cosmonaute russe, né le 21 juin 1964, à Tchardjou, en RSS du Turkménistan (Union soviétique). Il a participé à cinq missions spatiales. 
Oleg Kononenko est le cosmonaute ayant passé le plus de temps dans l'espace, toute nationalités confondues. 

## Formation et carrière d'ingénieur
Oleg Dmitrievitch Kononenko est né le 21 juin 1964 à Tchardjou (alors dans la RSS du Turkménistan, en URSS), dans une famille modeste. Son père, Dmitri Ivanovitch Kononenko, a travaillé comme chauffeur dans une entreprise de camionnage de fret, sa mère, Taisiya Stepanovna Tchourakova, était opératrice de communication à l'aéroport de Tchardjou. Kononenko est diplômé du lycée no 15 de sa ville natale, où il présente notamment un bon niveau en langue turkmène.
Kononenko a été formé au volley-ball dans une école spécialisée et a fait partie de l'équipe de jeunes du Turkménistan.
Diplômé de l'Institut d'aviation de Kharkiv en 1988 en tant qu’ingénieur mécanicien et spécialiste des moteurs d'aéronefs, il obtient en 1990 son diplôme des cours de troisième cycle de l'institut d'aviation de Kouïbychev (Samara, où il se spécialise dans l'automatisation de la conception de systèmes de contrôle.)
Après avoir obtenu son diplôme, Kononenko travaille au Bureau central d'études spécialisé TsSKB-Progress de l'Agence spatiale russe à Kouïbychev, où il commence en tant qu'ingénieur et gravit les échelons jusqu'au poste d'ingénieur concepteur en chef. Ses responsabilités comprennent la conception, l'analyse et le développement des systèmes d'alimentation électrique des engins spatiaux.

## Carrière à Roscosmos

### Avant la première mission
Kononenko a été sélectionné cosmonaute en 1996 dans la sélection MKS. Son entraînement de base s'est terminé deux ans plus tard.
Du 17 décembre 2001 au 25 avril 2002, Kononenko s'est entraîné en tant que doublure sur le Soyouz TM-34 à destination de la station spatiale Mir. À partir de mars 2002, Kononenko s'est entraîné en tant qu'ingénieur de vol de Soyouz TMA-4 et ingénieur de vol de la neuvième expédition de longue durée de l'ISS avec Guennadi Padalka (commandant) et l'astronaute américain Michael Fincke. Après la perte en vol de la navette Columbia le 1er février 2003, il a été décidé de réduire l'équipage permanent de l'ISS de trois à deux membres. Seuls Padalka et Fincke sont allés dans l'espace.

### Vols réalisés
Kononenko totalise cinq missions de longue durée à bord de l'ISS :
- Ayant décollé le 8 avril 2008 à bord de Soyouz TMA-12, il est ingénieur de vol lors de l'expédition 17, d'abord en compagnie de son compatriote Sergueï Volkov et de l'Américain Garrett Reisman (jusqu'au mois de juin), puis toujours avec Volkov, avec lequel il réalise deux sorties extravéhiculaires (EVA) durant cette mission et l'Américain Gregory Chamitoff (jusqu'en octobre).
- Le 21 décembre 2011, il quitte la Terre à bord de Soyouz TMA-03M avec l'Américain Donald Pettit et le Néerlandais André Kuipers. Avec eux, Il participe à la fin de l'expédition 30 et à l'expédition 31 (jusqu'au 1er juillet 2012). Il a effectué une sortie extravéhiculaire (EVA) avec Anton Chkaplerov durant cette mission[4].
- Le 22 juillet 2015, il s'envole à bord de Soyouz TMA-17M avec l'Américain Kjell Lindgren et le Japonais Kimiya Yui pour participer aux expéditions 44 et 45. Il rentre le 11 décembre suivant.
- Le 3 décembre 2018, il commence une quatrième mission de longue durée, en décollant à bord du Soyouz MS-11 en tant que commandant pour participer aux expéditions 58 et 59, avec David Saint-Jacques et Anne McClain. Il sort deux fois dans l'espace lors de cette mission, le 11 décembre 2018 avec Sergueï Prokopiev pour analyser la capsule Soyouz MS-09 qui était endommagé, et le 29 mai 2019, en compagnie de Alekseï Ovtchinine. Lors de cette dernière, les deux cosmonautes installent des mains courantes sur le segment russe entre les modules Poisk et Zarya, retirent un thermocapteur sur un vaisseau Soyouz et récupèrent les résultats de l'expérience « Test » sur la surface du module Poisk[4].
- Le cosmonaute effectue une cinquième mission en 2023/2024 en décollant tant que commandant à bord du Soyouz MS-24 pour participer aux expéditions 69, 70 et 71. Le 5 février 2024, Kononenko dépasse le précédent record de séjour dans l'espace, détenu par Guennadi Padalka (878 jours et demi)[5]. Le 4 juin suivant, Oleg Kononenko devient le premier être humain à cumuler 1 000 jours dans l'espace avant d'établir le nouveau record à 1 110 jours, 14 heures et 57 minutes avec son retour sur Terre le 23 septembre. Il réalise deux sorties extravéhiculaires au cours de cette mission en compagnie de Nikolaï Tchoub, le 25 octobre 2023 et le 25 avril 2024. Les deux cosmoanutes installent un radar à synthèse d'ouverture sur le module Nauka.
- Il est commandant de l'ISS à trois reprises en 2012, 2018-2019 et du 10 mars au 22 septembre 2024.

### Fonctions à Roscosmos
En octobre 2013, il est nommé chef adjoint de l'escadron des cosmonautes pour la recherche et les essais.
En novembre 2016, il est nommé au poste d'instructeur des essais de cosmonautes - commandant de l'escadron de cosmonautes. À partir de 2022, il est également chef adjoint du Centre d'entraînement des cosmonautes.

## Galerie

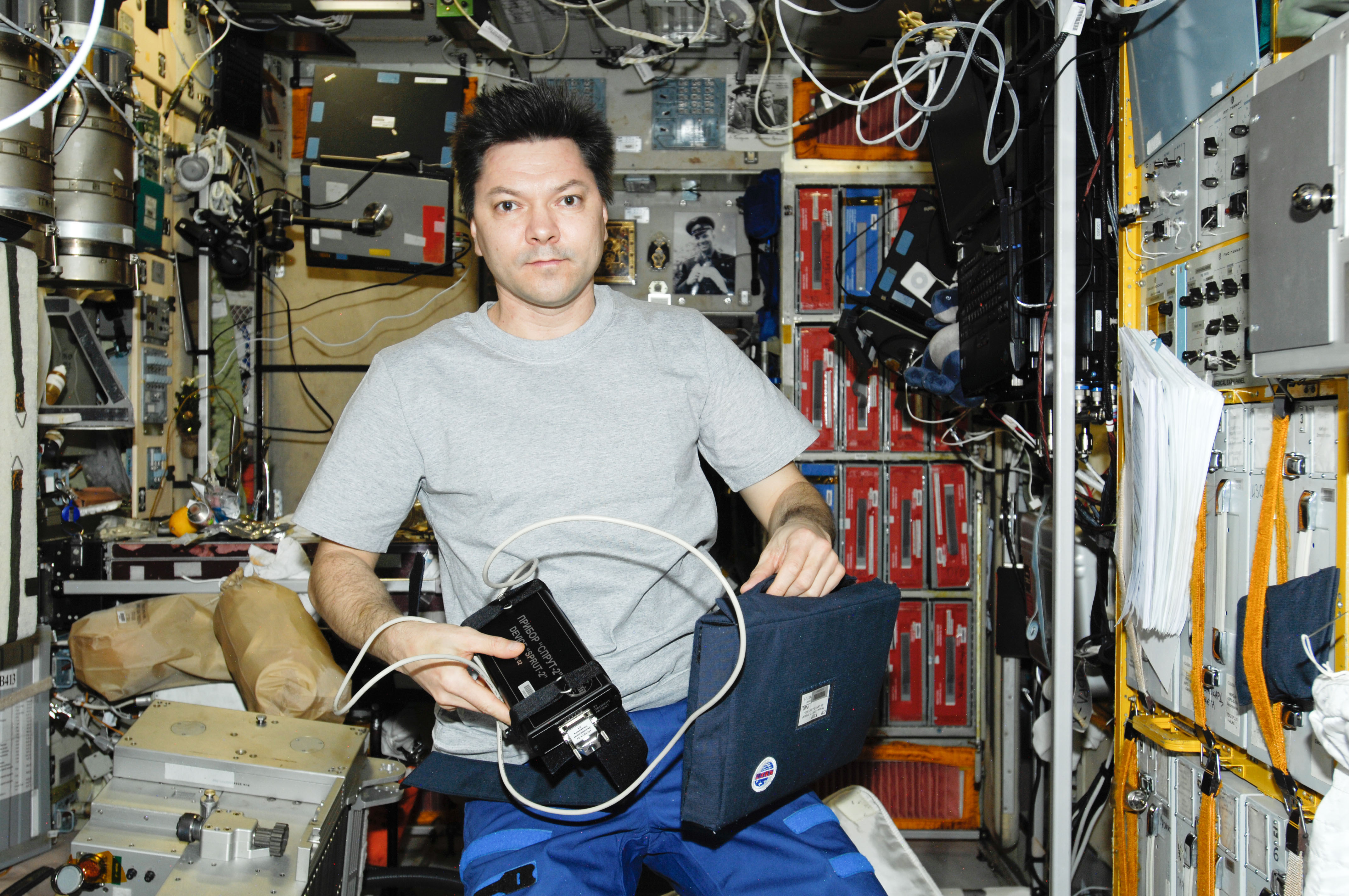
Oleg Kononenko en 2008, lors de sa première mission, travaille ici sur l'expérience SPRUT-2 dans le module russe Zvezda de l'ISS.
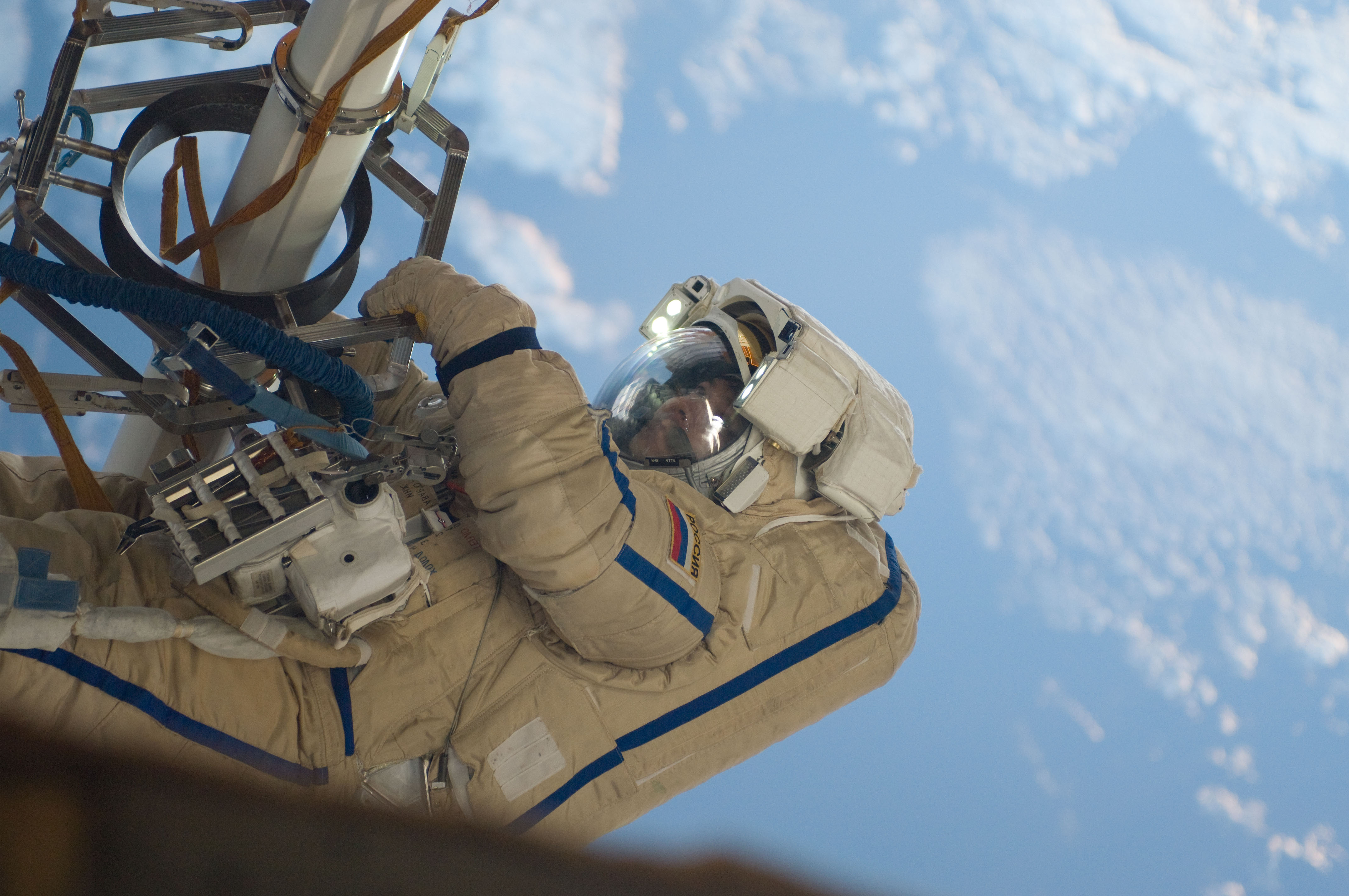
Oleg est ici vu dans le scaphandre russe Orlan en sortie extravéhiculaire pendant sa deuxième mission.
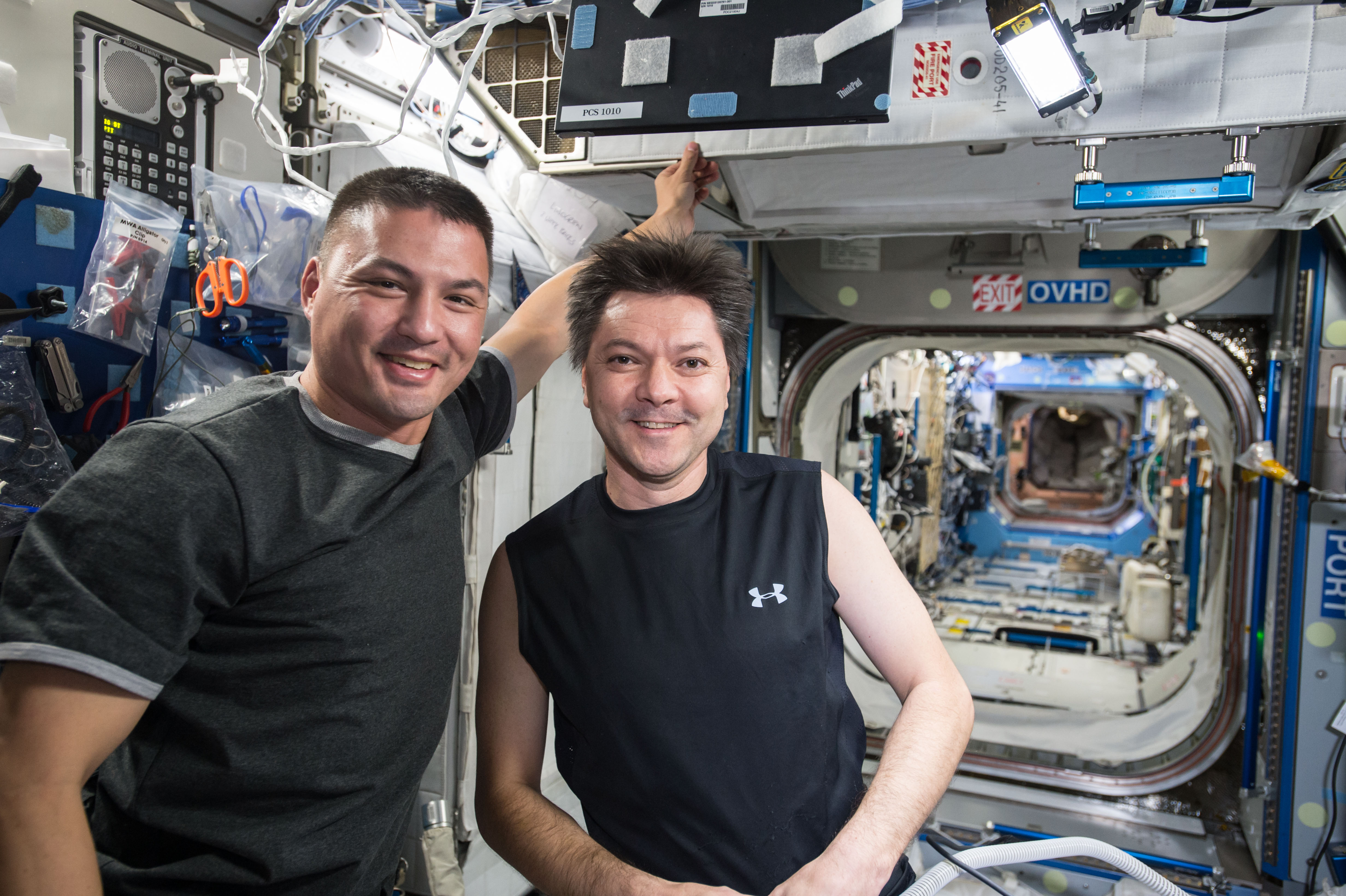
Oleg Kononenko (à droite) est ici avec son collègue américain Kjell Lindgren pendant sa troisième mission en 2015.
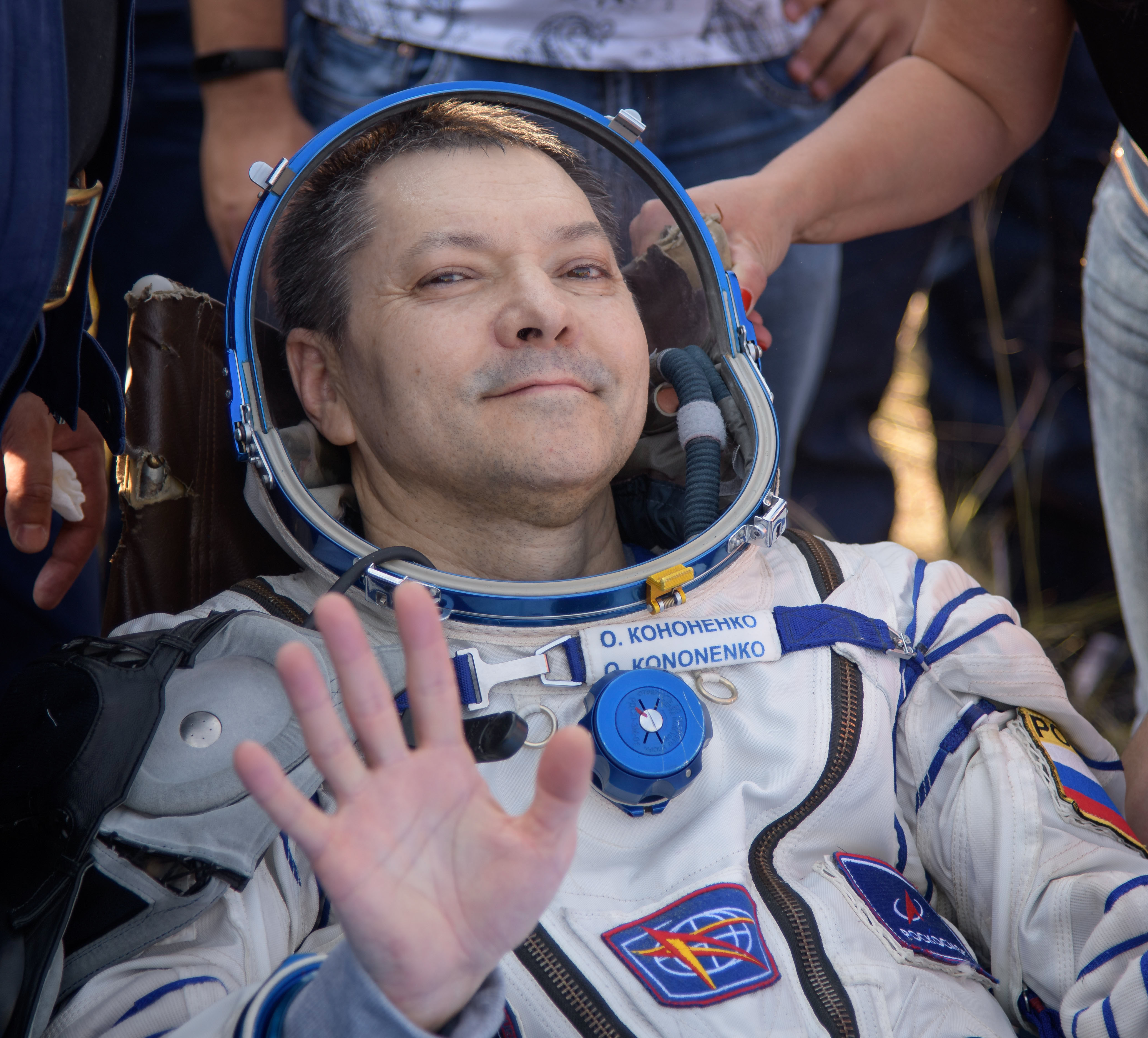
De retour sur Terre après sa quatrième mission.

## Vie privée
Il est marié à Tatiana Mikhaïlovna Kononenko Iourieva. Ils ont un fils, Andreï Olegovitch Kononenko, et une fille, Alissa Olegovna Kononenko. 
Comme de nombreux cosmonautes, il est radioamateur, son indicatif radio amateur est RN3DX.

## Distinctions
Il est récipiendaire du titre de héros du Turkménistan.